# بنوو
بنوو (به چکی: Beňov) یک منطقهٔ مسکونی در جمهوری چک است که در ناحیه پرروف واقع شده‌است. بنوو ۸٫۶۲ کیلومتر مربع مساحت و ۶۶۰ نفر جمعیت دارد و ۲۴۰ متر بالاتر از سطح دریا واقع شده‌است.